# Битка при Южен Буг
Битката при Южен Буг се провежда по бреговете на река Южен Буг в днешна Украйна. Резултатът е голяма българска победа, която принуждава маджарите да напуснат завинаги степите на Южна Украйна и де се насочат към Панония, където да създадат Кралство Унгария 100-тина години по-късно.

## Битката
Преди битката Борис I заповядва 3-дневни пости на войниците си, за да се разкаят за греховете си и да търсят помощта на Бог. Битката е дълга и необикновено свирепа, но на края българите побеждават.

## Произход на конфликта
През 894 година избухва война между България и Византия след преместването на тържището за български стоки от Константинопол в Солун, което означава по-високи такси за българските търговци. През същата година Симеон побеждава византийците близо до Одрин.
Византийците подкупват маджарите, за да атакуват българите от североизток. През 895 година те пресичат река Дунав и побеждават 2 пъти българите. Симеон се изтегля към Силистра, която успешно защитава. През 896 година убеждава печенегите да му помогнат и, докато унгарците се бият с тях на изток, той и баща му Борис I, който е напуснал манастира по този случай, събират огромна армия и се насочват към североизточните граници на страната.

## Последици
Победата позволява на Симеон да прехвърли войските си на юг, където убедително побеждава византийците в битката при Булгарофигон през 896 г. След победата е подписан мир, решил икономическите спорове в полза на България, която придобива и територията между Странджа и Черно море. 4 години са нужни на маджарите, за да се възстановят напълно от загубата.